# یک نور دیگر زنده
| بررسی انتقادی | بررسی انتقادی |
| منبع          | رتبه‌بندی      |
| ------------- | ------------- |
| آل‌میوزیک      | [ ۱ ]         |

یک نور دیگر زنده (انگلیسی: One More Light Live) سومین سی‌دی گردآوری‌شده زنده از گروه راک آمریکایی لینکین پارک است که در ۱۵ دسامبر ۲۰۱۷ منتشر شد. این نخستین انتشار از زمان مرگ خواننده اصلی، چستر بنینگتون است که در طول تور اروپایی گروه در تور جهانی یک نور دیگر در سال ۲۰۱۷ ضبط شد.

## فهرست قطعات
| شماره      | نام                                                | مدت   |
| ---------- | -------------------------------------------------- | ----- |
| ۱.         | «Roads Untraveled (همراه «فال‌اوت») / صحبت با خودم» | ۵:۱۶  |
| ۲.         | «همه‌اش را بسوزان»                                  | ۴:۱۳  |
| ۳.         | «سمفونی نبرد»                                      | ۳:۴۵  |
| ۴.         | «جدایی نو»                                         | ۴:۳۰  |
| ۵.         | «نامرئی»                                           | ۴:۳۰  |
| ۶.         | «Nobody Can Save Me»                               | ۳:۵۹  |
| ۷.         | «یک نور دیگر»                                      | ۴:۱۹  |
| ۸.         | «خزیدن» (ورژن آکوستیک)                             | ۳:۲۹  |
| ۹.         | «از هرچه مانده بگذر»                               | ۴:۵۰  |
| ۱۰.        | «خداحافظی خوب» (با همکاری استورمزی)                | ۴:۰۸  |
| ۱۱.        | «آنچه من انجام داده‌ام»                             | ۴:۳۳  |
| ۱۲.        | «در پایان»                                         | ۳:۴۸  |
| ۱۳.        | «Sharp Edges» (ورژن آکوستیک)                       | ۴:۴۷  |
| ۱۴.        | «کرخا» (with excerpts from «کرخت/دوباره بنواز»)    | ۳:۵۰  |
| ۱۵.        | «سنگین»                                            | ۲:۵۸  |
| ۱۶.        | «بده اونو بیرون»                                   | ۴:۵۷  |
| مجموع مدت: | مجموع مدت:                                         | ۶۷:۵۰ |

### تک‌آهنگ‌ها
«خزیدن» و «Sharp Edges» هر دو به عنولن تک‌آهنگ تبلیغاتی در دسامبر ۲۰۱۷ منتشر شدند.

## جدول‌های موسیقی
| جدول (۲۰۱۷–۱۸)                                 | بالاترین جایگاه |
| ---------------------------------------------- | --------------- |
| آلبوم‌های استرالیایی (ای‌آرآی‌ای)                 | 20              |
| آلبوم‌های اتریشی (آلبوم‌های او۳)                 | 11              |
| آلبوم‌های بلژیکی (اولتراتاپ فلاندرز)            | 25              |
| آلبوم‌های بلژیکی (اولتراتاپ والونیا)            | 45              |
| آلبوم‌های کانادایی (بیلبورد)                    | 29              |
| آلبوم‌های فرانسوی (اس‌ان‌ئی‌پی)                    | 54              |
| آلبوم‌های هلندی (جدول‌های هلند)                  | 10              |
| آلبوم‌های آلمانی (۱۰۰ آلبوم برتر رسمی)          | 7               |
| آلبوم‌های مجارستانی (ماهاز)                     | 6               |
| آلبوم‌های نیوزیلند (آرام‌ان‌زی)                   | ۳۲              |
| آلبوم‌های لهستانی (زدپی‌ای‌وی)                    | 28              |
| آلبوم‌های پرتغالی (ای‌اف‌پی)                      | 15              |
| آلبوم‌های اسکاتلندی (شرکت جدول‌های رسمی)         | 38              |
| آلبوم‌های سوئیسی (جدول موسیقی سوئیس)            | 7               |
| آلبوم‌های بریتانیا (شرکت جدول‌های رسمی)          | 32              |
| 1                                              |                 |
| آلبوم‌های آلترنیتیو برتر ایالات متحده (بیلبورد) | 2               |
| بیلبورد ۲۰۰ ایالات متحده                       | 28              |
| آلبوم‌های هارد راک برتر ایالات متحده (بیلبورد)  | 2               |
| آلبوم‌های راک برتر ایالات متحده (بیلبورد)       | 3               |

| جدول (۲۰۱۷)                         | جایگاه |
| ----------------------------------- | ------ |
| آلبوم‌های مجارستانی (ماهاز)          | ۸۲     |
| جدول (۲۰۱۸)                         | جایگاه |
| آلبوم‌های بلژیکی (اولتراتاپ فلاندرز) | ۱۹۵    |
| آلبوم‌های مجارستانی (ماهاز)          | ۹۵     |
| آلبوم‌های پرتغالی (ای‌اف‌پی)           | ۸۶     |
| آلبوم‌های سوئیسی (جدول موسیقی سوئیس) | ۷۶     |